# Autostrăzi în Bulgaria

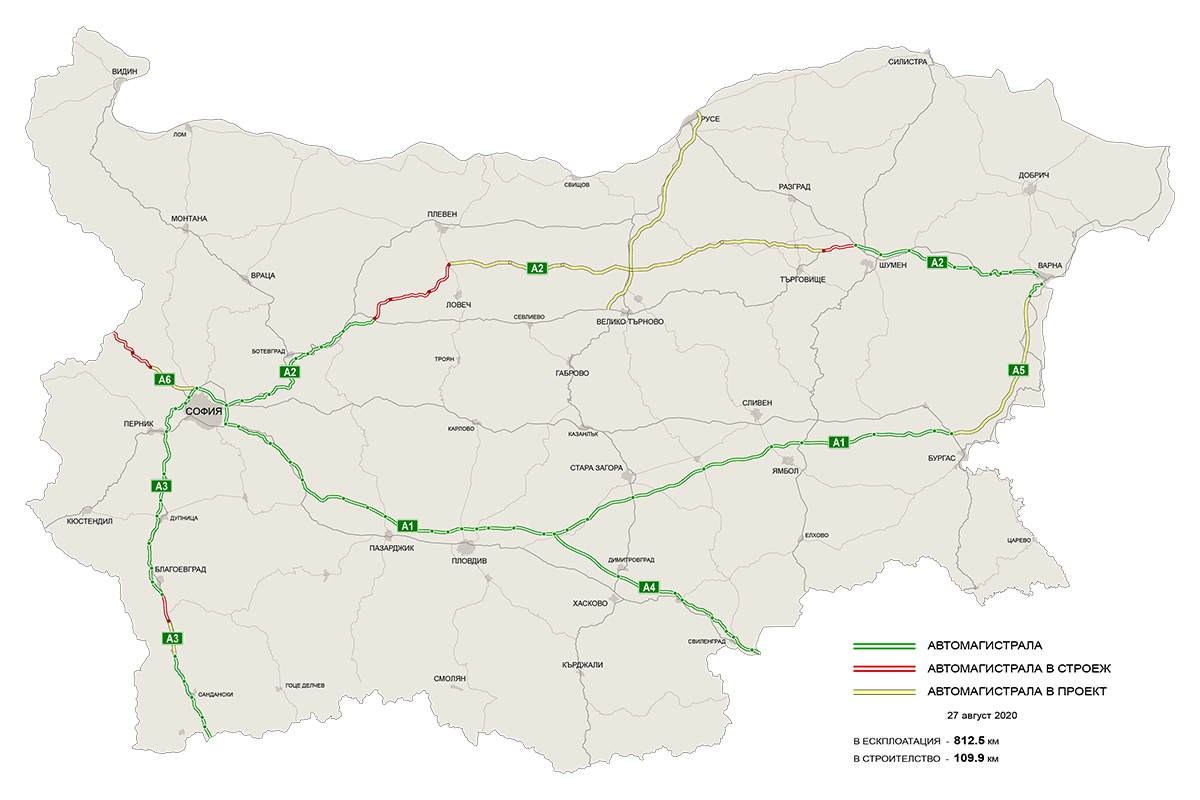
Rețeaua de autostrăzi din Bulgaria din 27 august 2020

Autostrăzi în Bulgaria sunt autostrăzi, care sunt proiectate pentru viteze mari. În 2012, modificările legislative au definit două tipuri de autostrăzi: autostrăzi (în (bulgară Aвтомагистрала, transliterat: Avtomagistrala) și drum expres (în bulgară Скоростен път, transliterat: Skorosten păt). Principalele diferențe sunt că autostrăzile au benzi de urgență și limita maximă de viteză permisă este de 140 km/h (87 mph), în timp ce drumurile expres nu au și limita de viteză este de 120 km/h (75 mph). În mai 2021, un total de 831,3 kilometri de autostradă sunt în circulație.
În general, în Bulgaria nu există drumuri cu taxă și, în schimb, este necesară o vignetă, cu excepția drumurilor municipale. Două poduri − Podul Calafat-Vidin și Podul Prieteniei Giurgiu-Ruse sunt taxate, ambele la punctele de trecere a frontierei Dunării către România. Cu toate acestea, introducerea unui sistem de taxare pentru a înlocui vignetele este în curs de desfășurare ca fiind o formă de plată mai echitabilă. În aprilie 2016, agenția rutieră a lansat o licitație pentru implementarea unui sistem electronic de colectare a taxelor pentru vehiculele cu greutatea mai mare de 3,5 tone, iar contractul a fost semnat în ianuarie 2018. Din ianuarie 2019, în locul autocolantului se ocupă vigneta electronică. Ulterior, a fost introdus un sistem de taxare pentru vehiculele de peste 3,5 tone.
În ciuda eforturilor depuse în ultimele ultime două decenii, Bulgaria rămâne drastic în urma unor țări precum Grecia, Ungaria și Croația cu construcția de autostrăzi.

## Autostrăzi
| Autostrada          | De la                     | Ruta                                                                | Până la                                             | Planificat | Utilizabil | %      | În construcție | Licitație | Finalizare estimată |
| ------------------- | ------------------------- | ------------------------------------------------------------------- | --------------------------------------------------- | ---------- | ---------- | ------ | -------------- | --------- | ------------------- |
| Tracia              | Sofia, Centura Sofia; ,   | Ihtiman, Pazardjik, Plovdiv, Cirpan; , Stara Zagora, Sliven, Iambol | Burgas                                              | 360 km     | 360 km     | 100%   | −              | −         | Efectuat            |
| Hemus               | Sofia, Centura Sofia; ,   | Botevgrad, Plevna, Loveci, Veliko Tărnovo, Tărgoviște, Șumen        | Varna                                               | 418 km     | 175 km     | 41.9%  | 67.86 km       | −         | 2027                |
| Struma              | Sofia, Sofia Ring Road; , | Pernik, Dupnița, Blagoevgrad, Sandanski                             | Kulata;                                             | 172 km     | 135.8 km   | 78.95% | 12.6 km        | −         | 2028-2030           |
| Marița              | Cirpan,                   | Haskovo/Dimitrovgrad                                                | Kapitan Andreevo;                                   | 117 km     | 117 km     | 100%   | −              | −         | Efectuat            |
| Marea Neagră        | Varna                     | Nesebăr                                                             | Burgas,                                             | 103 km     | 8 km       | 7.77%  | −              | −         | 2032                |
| Europa              | Sofia; , Centura Sofia; , | Slivnița                                                            | Kalotina, Sofia;                                    | 63 km      | 33.5 km    | 52.38% | 14.5 km        | −         | 2024                |
| Veliko Tărnovo-Ruse | Veliko Tărnovo            | Beala                                                               | Ruse, Podul Prieteniei Giurgiu-Ruse; spre București | 133 km     | 0 km       | 0%     | −              | 75 km     | 2030                |
| Dupnița-Ghiueșevo   | Ihtiman,                  | Samokov, Dupnița; , Kiustendil                                      | Ghiueșevo; spre Skopje                              | 80 km      | 0 km       | 0%     | −              | −         | După 2030           |
| Total               |                           |                                                                     |                                                     | 1,446 km   | 829.3 km   | 57.35% | 94.96 km       |           |                     |

## Drum expres
| Drum expres     | De la      | Ruta                   | Până la                              | Planificat | Utilizabil | %   | În construcție | Licitație | Finalizare estimată |
| --------------- | ---------- | ---------------------- | ------------------------------------ | ---------- | ---------- | --- | -------------- | --------- | ------------------- |
| Botevgrad-Vidin | Botevgrad, | Mezdra, Vrața, Montana | Vidin, Podul Calafat-Vidin;          | 185 km     | 25 km      | 10% | 63 km          | −         | −                   |
| Șumen-Ruse      | Șumen,     | Razgrad                | Ruse, Podul Prieteniei Giurgiu-Ruse; | 110 km     | −          | −   | −              | −         | −                   |

Lucrările de construcție pe tronsonul de 31,5 km de la Botevgrad până la Mezdra și pe ocolirea de 12,5 km Mezdra sunt așteptate să înceapă în 2013. Tot în 2012, au fost licitate lucrări de proiectare pe tronsonul dintre Mezdra și Vidin.

## Alte proiecte
În 2012, guvernul bulgar a anunțat discuții cu Qatar pentru construirea unei autostrăzi/autostrăzi expres Sud-Nord ca PPP de la Svilengrad, la granița turco-greacă, până la Ruse, la granița cu România. Traseul face parte din Coridorul Pan-European IX. În octombrie 2012 a fost anunțată o licitație pentru un studiu de fezabilitate.

## Galerie

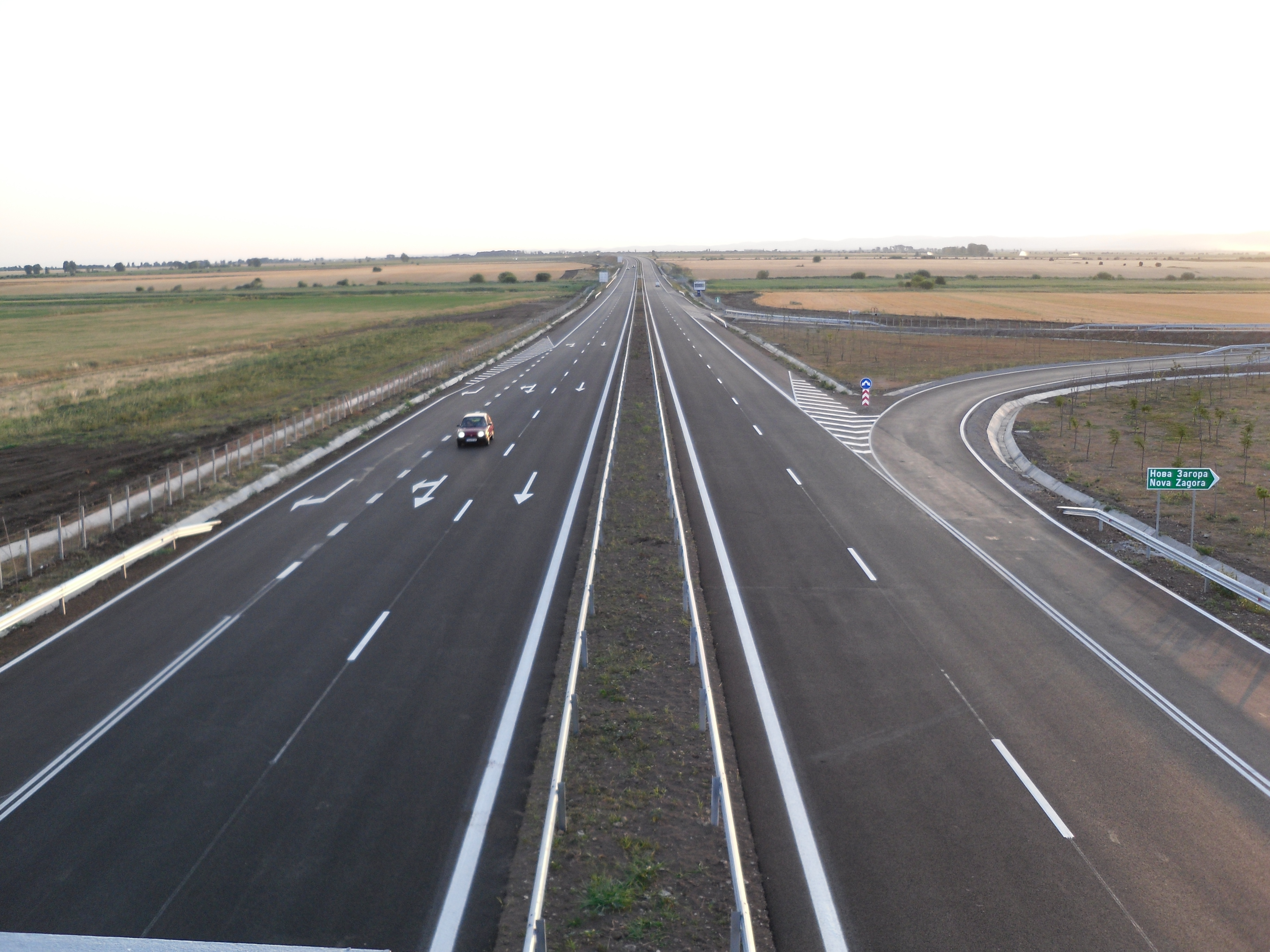
Autostrada Tracia lângă Nova Zagora
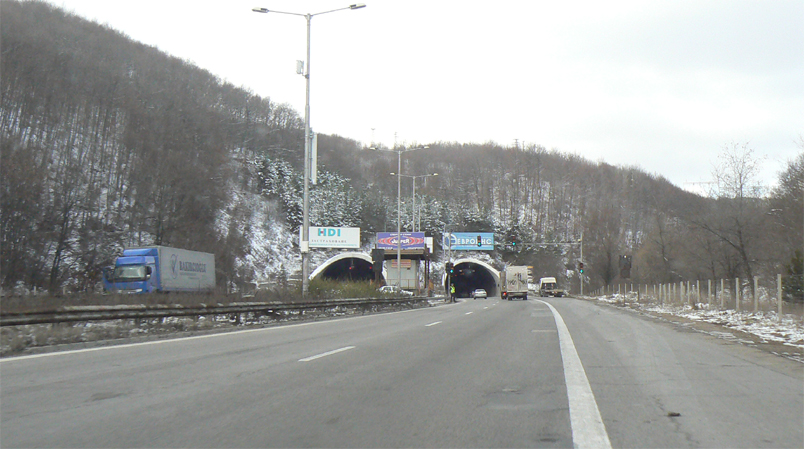
Autostrada Tracia lângă tunelul Poarta lui Traian
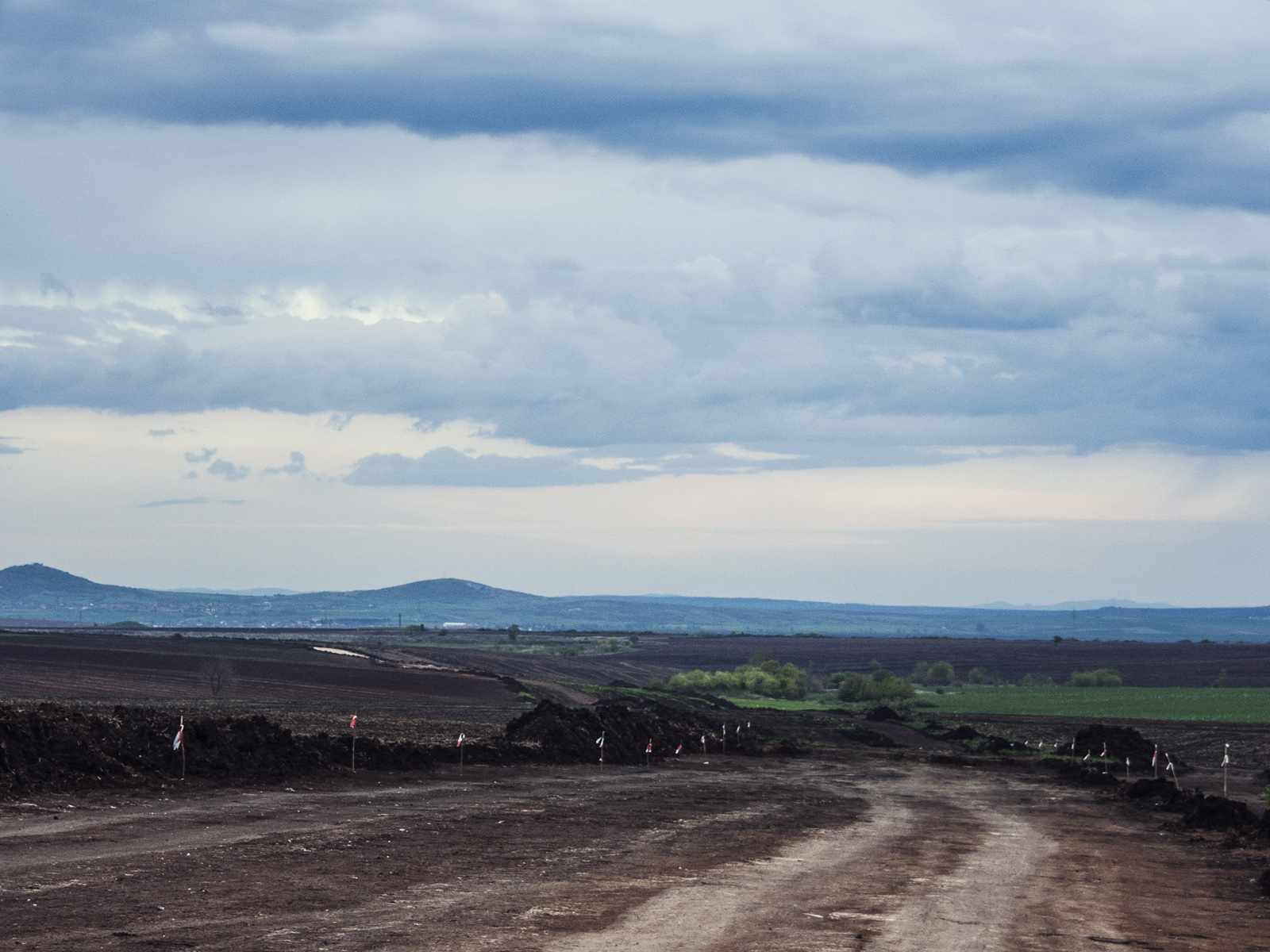
Lucrări de construcție pe autostrada Marița în apropiere Cirpan
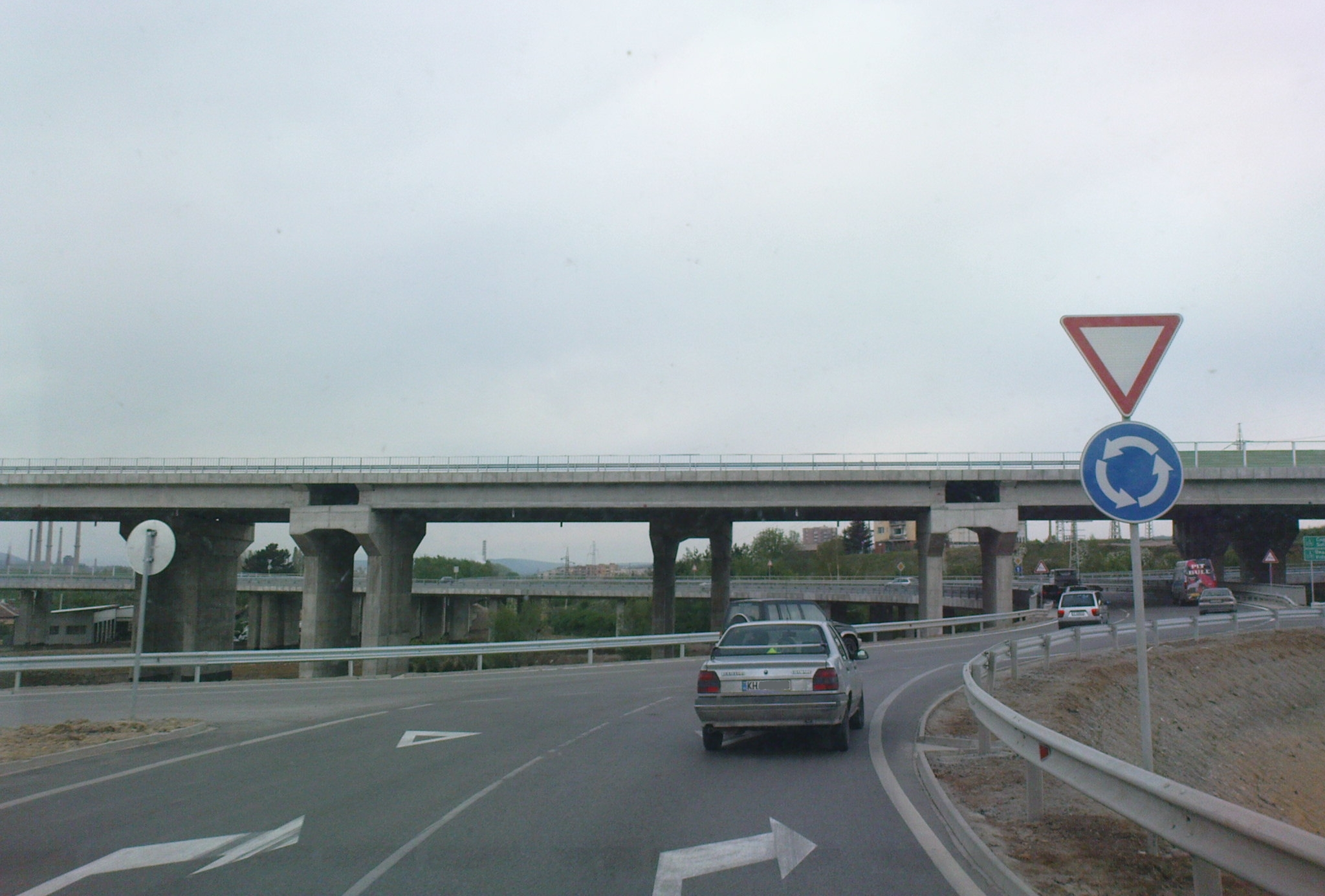
Intrarea pe autostrada Lyulin lângă Pernik
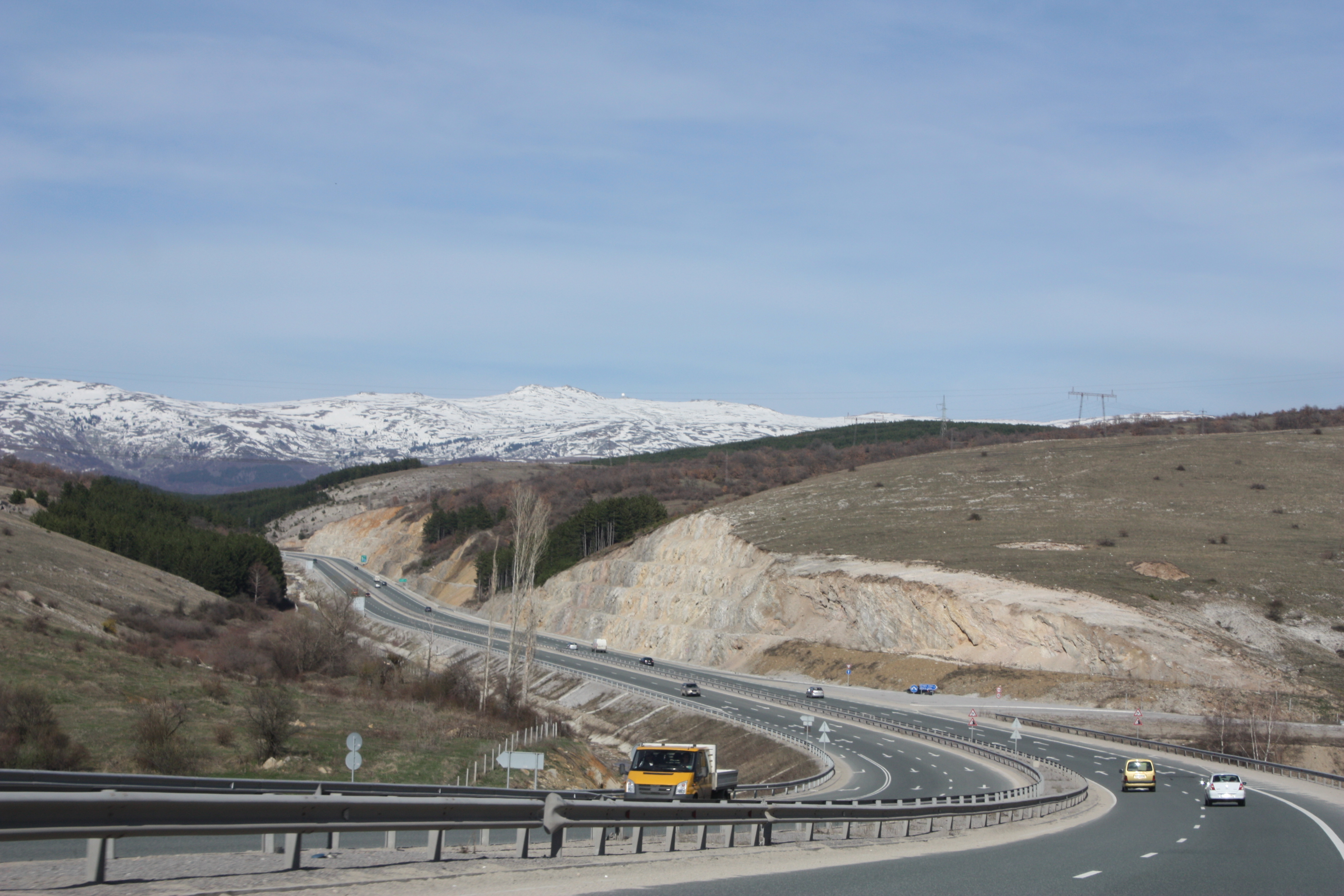
Autostrada Struma lângă Pernik